# Spheginobaccha aethusa
Spheginobaccha aethusa är en tvåvingeart som först beskrevs av Walker 1849.  Spheginobaccha aethusa ingår i släktet Spheginobaccha och familjen blomflugor. Inga underarter finns listade i Catalogue of Life.